# Bulbophyllum quadrifarium
Bulbophyllum quadrifarium är en orkidéart som beskrevs av Robert Allen Rolfe. Bulbophyllum quadrifarium ingår i släktet Bulbophyllum och familjen orkidéer. Inga underarter finns listade i Catalogue of Life.